# Stocznia Gdynia 8245
Der Werfttyp 8245 ist ein Autotransportschiffstyp der polnischen Werft Stocznia Gdynia. Von dem Typ wurden zwischen 2005 und 2007 sechs Einheiten gebaut.

## Geschichte

### Bau und Einsatz
Der als „Pure Car and Truck Carrier“ (PCTC) konzipierte Schiffstyp wurde von der Bauwerft entworfen. Von dem Schiffstyp waren zunächst vier Einheiten für die auf der Isle of Man ansässige Reederei Ray Car Carries bestellt. Der Auftrag wurde später um weitere zwei Einheiten erweitert. Die Schiffe wurden zwischen 2005 und 2007 abgeliefert.
Die ersten vier Einheiten kamen in Charter der „K“-Line European Sea Highway Services in Fahrt, die beiden Folgebauten wurden an Mitsui O.S.K. Lines verchartert. Mitsui O.S.K. Lines brachte die Schiffe in das Unternehmen Euro Marine Logistics ein, einem Gemeinschaftsunternehmen mit Höegh Autoliners. Die Reedereien setzen die Schiffe in erster Linie in Nord- und Ostsee ein.

### Zwischenfälle
Die Baltic Ace sank am 5. Dezember 2012 nach einer Kollision mit dem Containerfeederschiff Corvus J in der südwestlichen Nordsee. Bei dem Unglück kamen elf Besatzungsmitglieder der Baltic Ace ums Leben. Das gesunkene Schiff wurde später gehoben und verschrottet.

## Beschreibung
Die Schiffe werden von einem Siebenzylinder-Zweitakt-Dieselmotor des Motorenherstellers MAN (Typ MAN B&W 7S46MC-C) mit 9.170 kW Leistung angetrieben. Die Motoren wurden von H. Cegielski – Poznań in Lizenz gebaut. Die Schiffe sind mit einem jeweils elektrisch mit 660 kW Leistung angetriebenen Bug- und mit 365 kW Leistung angetriebenen Heckstrahlruder ausgestattet.
Für die Stromerzeugung stehen drei von Dieselmotoren angetriebene Generatoren zur Verfügung. Weiterhin wurde ein von einem Dieselmotor angetriebener Notgenerator verbaut. Bei den ersten vier Einheiten wurden Siebenzylinder-Dieselmotoren des Motorenherstellers MAN (Typ MAN B&W 7L23/30H) mit jeweils 1.120 kW Leistung, bei den beiden Folgebauten Achtzylinder-Dieselmotoren des Motorenherstellers Daihatsu Diesel (Typ 8DK(M)-20(e)) verbaut. Auch die Notaggregatoren waren unterschiedlich ausgestattet. Bei den ersten vier Einheiten kam ein Scania-Dieselmotor, bei den beiden Folgebauten ein Dieselmotor von AGCO Power zum Einsatz.

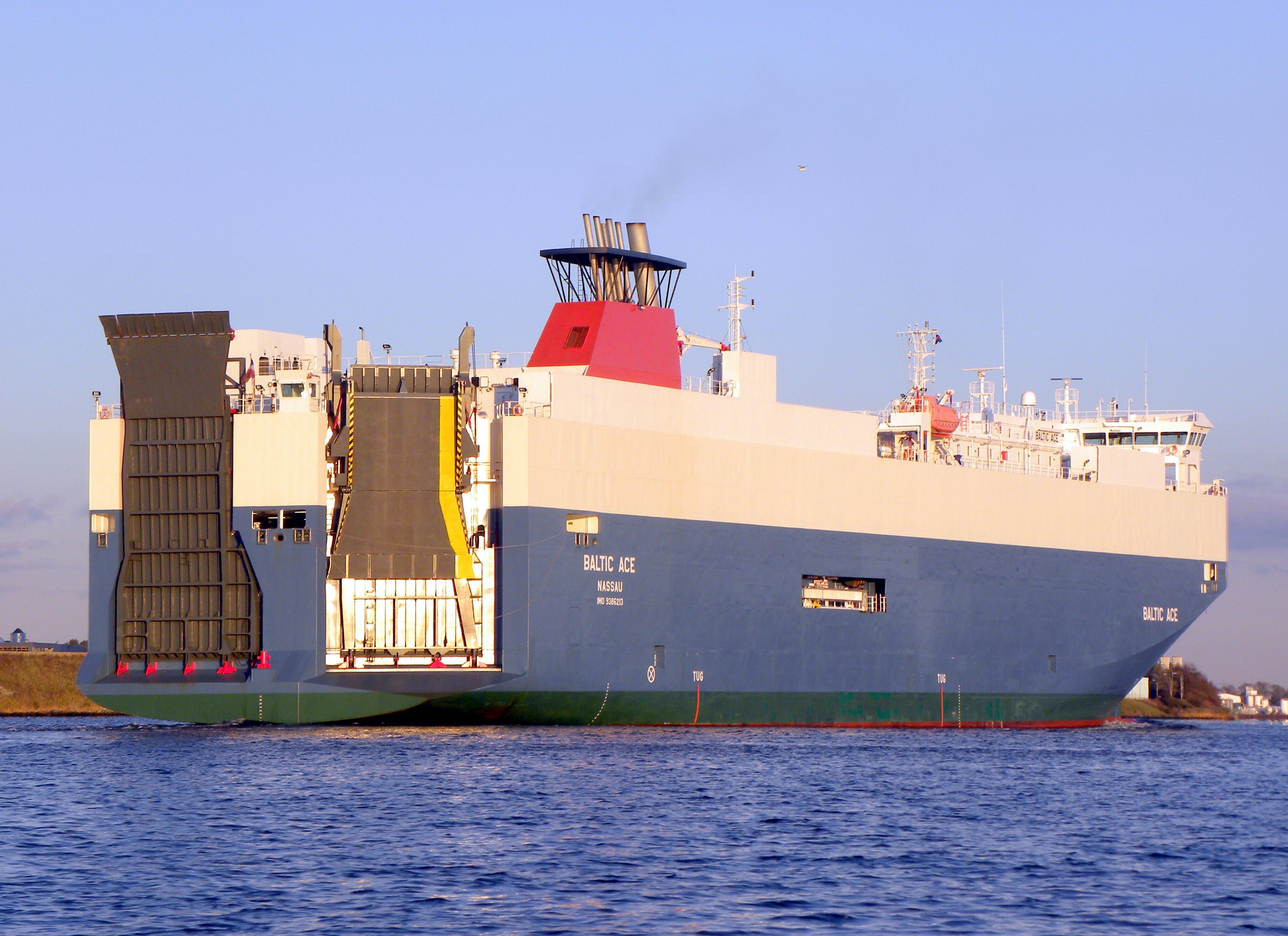
Heckansicht der Baltic Ace mit den beiden Heckrampen

Die Schiffe verfügen über acht Ro-Ro-Decks, von denen zwei in der Höhe verstellbar sind. Die Ro-Ro-Decks sind über zwei Heckrampen zugänglich, die auf das Deck 4 führen. Die Heckrampen sind nach hinten bzw. seitlich nach Steuerbord zu öffnen. Die Decks an Bord sind über interne Rampen miteinander verbunden. Die nutzbare Breite der Heckrampen beträgt 6 m. Sie können mit 70 t belastet werden. Die Zufahrt zu Deck 4 ist an den Rampen jeweils 7,5 m breit, die Durchfahrtshöhe beträgt 4,8 m. Dies entspricht den nutzbaren Höhen auf den Decks 2 und 4. Auf Deck 1 steht eine nutzbare Höhe von 2,2 und auf den Decks 6 bis 8 von 2,0 m zur Verfügung. Die beiden höhenverstellbaren Decks, die unter den Decks 4 und 6 eingehängt sind, können auf zwei Höhen genutzt werden. Unter und auf den höhenverstellbaren Decks stehen dann jeweils 2,4 m oder 2,8 bzw. 2,0 m zur Verfügung.
Auf den Ro-Ro-Decks stehen rund 17.500 m² zur Verfügung, einschließlich der rund 4.100 m² auf den beiden höhenverstellbaren Decks. Die Kapazität der Schiffe beträgt 2.137 Pkw (CEU RT43). Bei „K“-Line European Sea Highway Services ist die Kapazität mit 1600 Pkw angegeben. Neben Pkw können auch andere Fahrzeuge und rollende Ladungen wie beispielsweise Ladungseinheiten auf Rolltrailern befördert werden. Die Decks 2 und 4 sind verstärkt, um auch schwere Ladungen befördern zu können. Sie können mit 2 t/m² belastet werden.
Auf den Decks 9 und 10 sind die Einrichtungen für die Schiffsbesatzung und verschiedene Lagerräume eingerichtet. Auf Deck 9 stehen 18 Kabinen für die Schiffsbesatzung zur Verfügung, 13 Einzel- und 5 Doppelkabinen, so dass insgesamt 23 Seeleute untergebracht werden können. Weiterhin ist auf Deck 9 eine Kammer für die Suezkanalbesatzung eingerichtet, in der vier Personen untergebracht werden können. Zwei weitere Einzelkabinen befinden sich auf Deck 10, eine Kabine für mitreisendes Personal wie beispielsweise ein Reedereiinspektor sowie eine Lotsenkammer. Im vorderen Bereich von Deck 10 befindet sich die über die gesamte Breite geschlossene Brücke.
Der Rumpf der Schiffe ist eisverstärkt (Eisklasse 1A).

## Schiffe
| Stocznia Gdynia 8245 | Stocznia Gdynia 8245 | Stocznia Gdynia 8245 | Stocznia Gdynia 8245                                | Stocznia Gdynia 8245                                       |
| Bauname              | Baunummer            | IMO-Nummer           | Kiellegung Stapellauf Ablieferung                   | Umbenennungen und Verbleib                                 |
| -------------------- | -------------------- | -------------------- | --------------------------------------------------- | ---------------------------------------------------------- |
| Elbe Highway         | 8245/1               | 9316282              | 19. April 2005 16. Juli 2005 19. September 2005     |                                                            |
| Thames Highway       | 8245/2               | 9316294              | 7. September 2005 27. Oktober 2005 8. Dezember 2005 |                                                            |
| Danube Highway       | 8245/3               | 9316309              | 17. Januar 2006 14. August 2006 4. Oktober 2006     |                                                            |
| Seine Highway        | 8245/4               | 9316311              | 5. September 2006 6. Januar 2007 8. Februar 2007    |                                                            |
| Baltic Ace           | 8245/5               | 9386213              | 26. Februar 2007 3. Juni 2007 11. Juli 2007         | am 5. Dezember 2012 nach Kollision in der Nordsee gesunken |
| Nordic Ace           | 8245/6               | 9386225              | 27. April 2007 3. Oktober 2007 9. November 2007     | 2024: Nordic Ray                                           |

Die Schiffe werden unter der Flagge der Bahamas mit Heimathafen Nassau betrieben.